# Ceracia mucronifera
Ceracia mucronifera är en tvåvingeart som beskrevs av Camillo Rondani 1865. Ceracia mucronifera ingår i släktet Ceracia och familjen parasitflugor. Inga underarter finns listade i Catalogue of Life.